# The Last Slimeto
The Last Slimeto è il quarto album in studio del rapper statunitense YoungBoy Never Broke Again, pubblicato nel 2022.

## Tracce
1. I Know – 2:30
2. Hold Your Own – 3:07
3. Umm Hmm – 2:12
4. Top Sound – 1:41
5. My Time – 2:38
6. Free Dem 5's – 2:49
7. My Go To (featuring Kehlani) – 3:23
8. Lost Soul Survivor – 2:35
9. Fuck da Industry – 3:01
10. Kamikaze – 3:20
11. Swerving – 2:27
12. Stay the Same – 2:20
13. Home Ain't Home (featuring Rod Wave) – 2:21
14. 7 Days – 2:55
15. Digital – 2:34
16. Vette Motors – 2:53
17. Slow Down – 2:21
18. Don't Rate Me (featuring Quavo) – 2:33
19. Proof – 3:06
20. 4KT Baby – 2:17
21. The North Bleeding – 3:27
22. Loner Life – 2:13
23. Acclaimed Emotions – 3:00
24. Wagwan – 2:29
25. Ghost – 2:15
26. Nightfall – 2:23
27. Holy – 1:57
28. I Got the Bag – 2:18
29. Mr. Grim Reaper – 2:52
30. I Hate YoungBoy – 4:21

## Classifiche
| Classifica (2022) | Posizione raggiunta |
| ----------------- | ------------------- |
| Stati Uniti       | 2                   |